# Joaquim Leite (político)
Joaquim Alvaro Pereira Leite (São Paulo, 8 de dezembro de 1967) é um administrador e político brasileiro. Foi ministro do Meio Ambiente do Brasil durante o governo Bolsonaro até 31 de dezembro de 2022.
Anteriormente, exerceu no Ministério do Meio Ambiente as funções de secretário da Secretaria da Amazônia e Serviços Ambientais e diretor do Departamento de Florestas. Foi, também, conselheiro da Sociedade Rural Brasileira.

## Carreira
Joaquim Alvaro Pereira Leite é graduado em administração pela Universidade de Marília (Unimar), com MBA pelo Insper.
Foi produtor de café entre 1991 e 2002, e conselheiro da Sociedade Rural Brasileira (SRB) entre 1996 e 2019. Também foi diretor da empresa do ramo farmacêutico Neobrax, e consultor administrativo de uma rede de cafés e da MRPL Consultoria.
Em julho de 2019, foi nomeado diretor do Departamento de Florestas do Ministério do Meio Ambiente, função que exerceu até abril de 2020, passando então a ser titular da Secretaria de Florestas e Desenvolvimento Sustentável, que em setembro de 2020 se tornou a Secretaria da Amazônia e Serviços Ambientais.
Foi nomeado ministro do Meio Ambiente em 23 de junho de 2021, logo em seguida à publicação, no Diário Oficial da União, da exoneração do ex-ministro Ricardo Salles.

## Território Indígena do Jaraguá
A família de Joaquim Leite está envolvida em processo contra os indígenas e contra a proteção do Território Indígena Jaraguá na cidade de São Paulo. Documentos indicam que há uma presença fixa neste local dos guaranis desde os anos 1940.
Grupos indígenas apontaram o governo Bolsonaro como agressor dos direitos indígenas e como fomentador da destruição dos recursos naturais.